# نصر شما
نصر شما (1939 صفد -توفي في 20 يونيو 2011)، ممثل سوري.

## عن حياته
يرجع أصل الفنان نصر شما السوري إلى فلسطين وقد عمل في العديد من الأعمال التلفزيونية العديدة ومن ضمنها مسلسل أنا القدس حيث كان مدقق لغويا للهجة الفلسطينية للعمل كما شارك في العديد من الأعمال الأخرى منها خللك معي وطاش ما طاش 7 الفنان نصر شما متزوج وله ستة أبناء.

## من أعماله

### المسلسلات
- عمر
- رايات الحق
- قمر بني هاشم
- ناصر
- الخط الاحمر
- المتنبي قاهر الذل
- هولاكو
- نساء بلا أجنحة
- خلك معي 5
- البركان
- الزير سالم

### السينما
- دمشق تتكلم
- موكب الإباء
- الأبطال يولدون مرتين

### البرامج
- التاريخ الإسلامي.. حدث في مثل هذا اليوم

## روابط خارجية
- نصر شما على موقع قاعدة بيانات الأفلام العربية